# Georg Ludwig I. (Erbach)
Georg Ludwig I. zu Erbach (* 3. Mai 1643 in Fürstenau; † 30. April 1693 in Arolsen) war Graf von Erbach, Herr von Breuberg sowie Stifter der ausgestorbenen Linie Erbach.

## Leben
Seine Eltern waren der Graf zu Erbach Georg Albrecht I. (* 16. Dezember 1597; † 25. November 1647) und dessen dritte Ehefrau Gräfin Elisabeth Dorothea zu Hohenlohe-Schillingsfürst (* 27. August 1617; † 12. November 1655). 
Er wurde am Fürstenkolleg in Tübingen in den Wissenschaften ausgebildet. Seine Grand Tour führte ihn in die Niederlande. Beim Tod seines Vaters 1647 war er noch nicht volljährig, daher übernahm sein Halbbruder Georg Ernst (* 1629) zunächst die Verwaltung der Grafschaft. 1669 starb der Graf Georg Ernst und Georg Ludwig und seine Brüder traten die Regierung an. 1672 kam es zur Erbteilung. Georg Ludwig erhielt Erbach, Freienstein and Wildenstein.
Als sein Bruder Georg IV. 1678 verstarb, erbte er Michelstadt und Breuberg und verwaltete damit die Hälfte des Landes. Als Folge dieser Erfahrung führte er die Primogenitur in seinem Haus ein. Er war aber immer kränklich und starb bei einem Besuch in Arolsen. Nach seinem Tod 1693 wurde er in der Fürstengruft in Michelstadt beigesetzt. 

## Familie
Er heiratete am 26. Dezember 1664 Amalia Katharina von Waldeck-Eisenberg (* 8. August 1640; † 4. Januar 1697), eine Tochter von Philipp Dietrich von Waldeck-Eisenberg. Das Paar hatte zahlreiche Kinder:
- Henriette (1665–1665)
- Henriette Juliane (1666–1684)
- Philipp Ludwig (* 10. Juni 1669; † 17. Juni 1720), Graf von Erbach, niederländischer Generalleutnant ⚭ 1706 Gräfin Albertine Elisabeth von Waldeck-Eisenberg (* 9. Februar 1664; † 1. November 1727)
- Karl Albrecht Ludwig (* 16. Juni 1670; † 18. August 1704), Generalmajor, gestorben bei Dapfing a.d.Donau an den folgen seine Verwundung bei Höchstädt
- Georg Albrecht (*/† 1. Juli 1671)
- Amalie Katharina (1672–1676)
- Friedrich Karl (1673–1673)
- Kind (*/† 16. September 1674)
- Wilhelmine Sophie (1675–1675)
- Magdalena Charlotte (1676–1676)
- Wilhelm Ludwig (1677–1678)
- Amalie Katharina (*/† 8. Februar 1678)
- Friederike Charlotte (1679–1679)
- Friedrich Karl, Graf von Erbach, zu Erbach und Limpurg (* 21. Mai 1680; † 20. Februar 1731) ⚭ 1711 Gräfin Sophie Eleonore von Limpurg-Speckfeld (* 10. Juni 1695; † 28. Januar 1738)
- Ernst (1681–1684)
- Sophia Albertine (* 30. Juli 1683; † 4. September 1742) ⚭ 1704 Herzog Ernst Friedrich von Sachsen-Hildburghausen (* 21. August 1681; † 9. März 1724)